# Emmanuel Mignot
Emmanuel Mignot, né le 11 décembre 1959 à Paris, est un psychiatre et neurologue franco-américain spécialisé en recherche sur le sommeil (hypnologie).

## Biographie
Il est élève à l'École normale supérieure (Paris). Il soutient en 1986 une thèse de doctorat scientifique en pharmacologie moleculaire à l'université Pierre-et-Marie-Curie sous la direction de Philippe Ascher,, puis fait des études de médecine à l'Hôpital Necker-Enfants malades et se spécialise en psychiatrie.
Il va ensuite faire des recherches à l'école de médecine de l'université Stanford. Il y étudie particulièrement la narcolepsie. Nommé professeur assistant de psychiatrie en 1993, il devient professeur titulaire en 2001. Il est le directeur du centre des sciences du sommeil de 2010 à 2019, où il est le successeur de William Charles Dement.

## Principaux travaux
Il déchiffre le mode d'action du Modafinil, des amphétamines, et des Antidépresseurs sur la narcolepsie, en collaboration avec Seiji Nishino (en).
Il isole le gène de la narcolepsie canine sur des chiens au début des années 1990. Cette découverte permet de trouver 10 ans plus tard le HCRTR2 sur le chromosome 6 humain et de démontrer que la narcolepsie humaine était liée à une mutation de ce gène ayant comme conséquence la destruction de cellules du cerveau. Avec Fang Han, il démontre la responsabilité au moins partielle du Virus de la grippe A dans la destruction des neurones de l'hypothalamus latéral qui synthétisent les Orexines.
Avec Michael Rosbash and Joseph Takahashi (en), il participe à la création de la biotech Hypnion en 2000, rachetée en 2007 par Eli Lilly and Company.

## Distinctions
- Lauréat du W. Alden Spencer Award (en) (2004)[7]
- Membre de l'Académie nationale de médecine (États-Unis) (2005)[7]
- Membre de l'Académie nationale des sciences des Etats-Unis (2013)[8]
- Prix des avancées capitales dans les sciences de la vie (2023)[4]
- Lauréat Clarivate des chercheurs les plus cités (2023)[9]